# Pasticcino

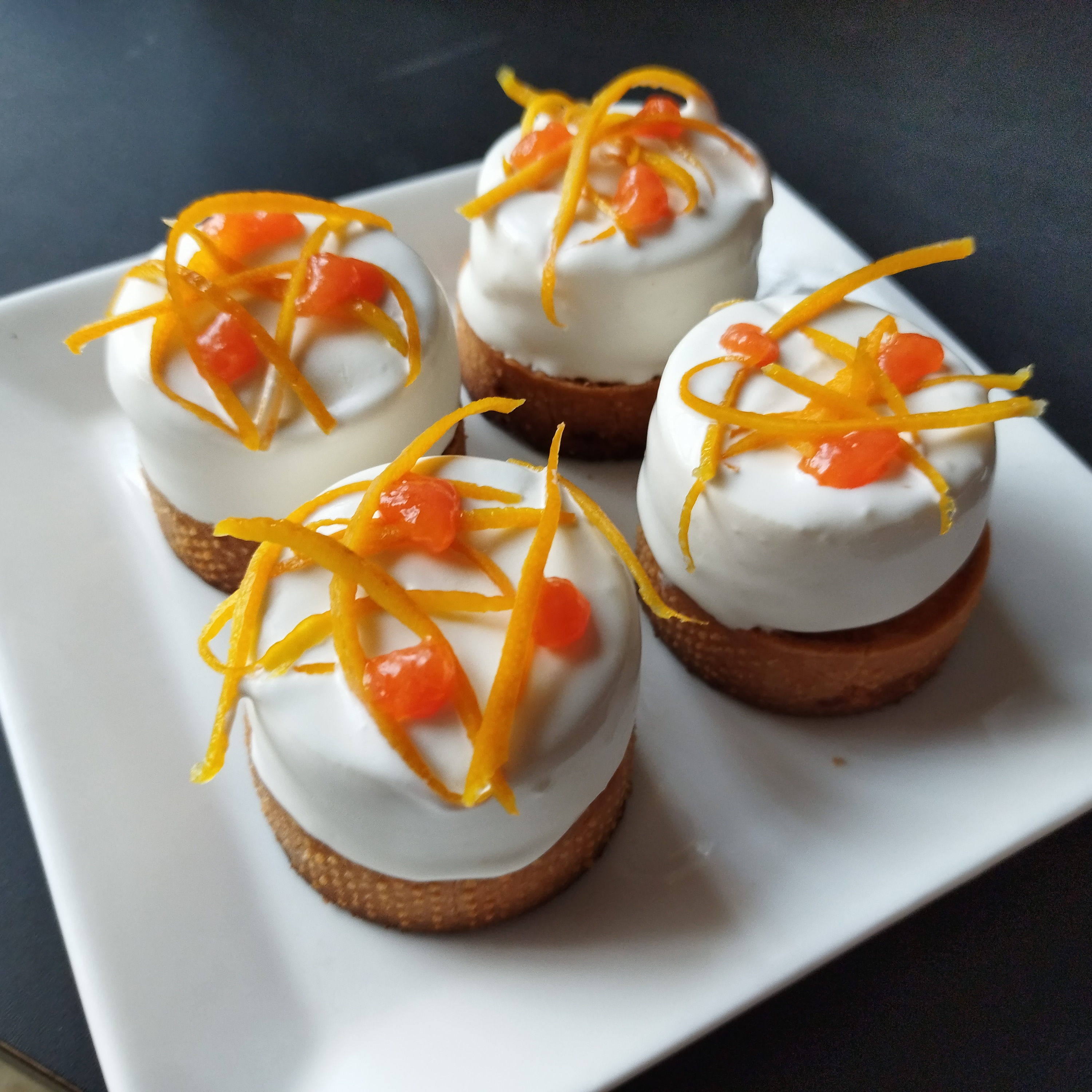
Pasticcini cheesecake con arancia candita

Il pasticcino  è un prodotto di pasticceria molto comune in Europa, soprattutto in Italia, dove viene venduto nelle pasticcerie e nei bar; in questo caso è chiamato anche semplicemente pasta. Quando i pasticcini sono di dimensioni più piccole di quelle consuete, sono chiamati "mignon". 

## Etimologia
Il termine pasticcino è il diminutivo di pasticcio, nella sua accezione di "piccolo dolce".

## Composizione
I pasticcini sono preparati in modi molto diversi e a volte sono a base di pasta frolla o di pasta sfoglia. Gli ingredienti più comuni sono: latte, panna montata, frutta, crema pasticcera, crema al cioccolato, crema al pistacchio, crema al caffè, crema chantilly all'italiana, zabaione, amaretto rum, alchermes o altri liquori, crema al pistacchio, gelatina di frutta, meringa, marzapane, canditi.

## Storia
Gli Arabi, con l'occupazione della Sicilia nell'Alto medioevo, ebbero un ruolo importante nella pasticceria europea; a loro si deve la diffusione nell'isola dei datteri, del melograno e dell'arancia amara, oltre a creme e ad aromi vari da cui cominciò la produzione del futuro marzapane, della cassata e dei cannoli siciliani.
La produzione della cialda ad uso industriale in Francia nel XIV secolo porta alla produzione di pasticcini più elaborati in tutta Europa.
Altra data importante fu l'arrivo in Italia della ricetta degli amaretti con Caterina de' Medici a metà del XVI secolo.

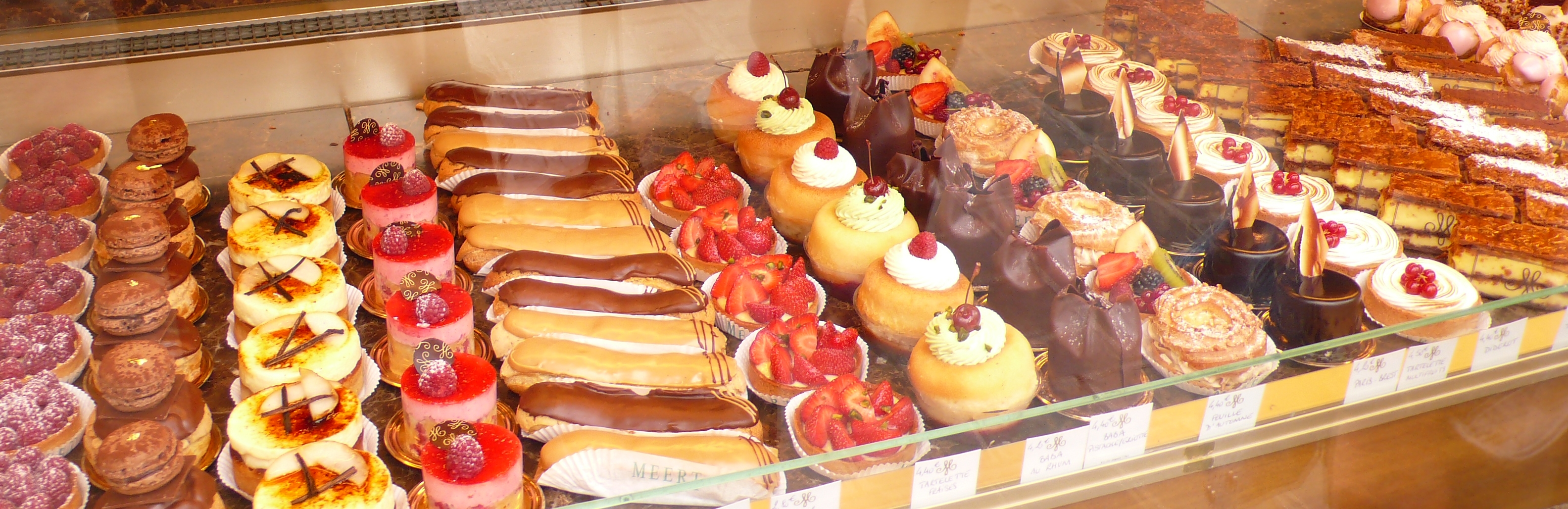
Vetrina con pasticcini vari

## Principali pasticcini
Nelle varie tradizioni pasticcere italiane esistono vari pasticcini tipici delle varie regioni. Esistono poi pasticcini con diffusione nazionale; essi sono:
- bignè;
- bocconotti;
- cannolo;
- cassatine;
- castagnole;
- cavolini;
- ciambelle;
- confetti;
- cornetto;
- cremino;
- crostatine alla frutta;
- diplomatico;
- frittelle;
- gianduiotto;
- maritozzo;
- meringa;
- millefoglie;
- pasticciotto;
- profiterole;
- sfogliatella;
- spumone;
- tartufo al cioccolato;
- torroncini;
- veneziana.